# Hubert Berchtold (Skirennläufer)
Hubert Berchtold (* 28. Juli 1950 in Alberschwende) ist ein ehemaliger österreichischer Skirennläufer. Der Riesenslalom- und Slalomspezialist gewann ein Rennen im Weltcup und vier Bewerbe im Europacup.

## Biografie
In den 1960er-Jahren gelangen Berchtold erste Erfolge im Juniorenbereich. Seine junge Karriere wurde jedoch durch mehrere Verletzungen unterbrochen und 1968 versäumte er wegen eines gebrochenen Fußes die gesamte Saison. Zu Beginn der 1970er-Jahre gelangen ihm gute Ergebnisse bei den Österreichischen Meisterschaften: 1970 wurde er Vizemeister im Slalom, 1971 belegte er den dritten Platz in der Abfahrt.
Im Europacup hatte Berchtold in der Saison 1971/72 großen Erfolg. Mit zwei Riesenslalomsiegen in Tarvisio und Saalfelden sowie weiteren drei Podestplätzen gewann er die Riesenslalomwertung, wurde Dritter im Slalomklassement und in der Gesamtwertung erreichte nur der Italiener Ilario Pegorari mehr Punkte. Nach diesem Erfolg startete der Vorarlberger ab der nächsten Saison auch im Weltcup.

Außerdem gelang ihm, nachdem er am 15. April 1972 beim ersten Riesenslalom bei der «Silvretta-Tropäe» in Ischgl Zweiter hinter Sepp Heckelmiller geworden war, am 16. April dort bei einem weiteren Riesenslalom der Sieg vor Reinhard Tritscher und Heckelmiller.
Sein erstes und im Winter 1972/73 einziges Ergebnis in den Punkterängen, also unter den besten zehn, war der sechste Platz im Riesenslalom von Megève am 19. Jänner 1973. Völlig überraschend gewann Berchtold, der nicht zu den Eliteläufern gehörte und daher die Startnummer 23 trug, am 16. Dezember 1973 vor seinen Landsleuten Thomas Hauser, Hansi Hinterseer und Franz Klammer den Riesenslalom von Saalbach-Hinterglemm. Ein weiteres Mal kam er in der Saison 1973/74 aber nicht unter die besten zehn. Dennoch belegte er mit seinem Sieg den siebenten Platz im Riesenslalomweltcup. Im Europacup bestritt er in diesem Winter nur wenige Rennen, er konnte aber den Riesenslalom in Haus gewinnen. Drei Siege gelangen ihm am 16. und 17. Februar 1974 am Kikerurdbaaken am Holmenkollen, als er Slalom, Riesenslalom und Kombination für sich entschied.
In der Weltcupsaison 1974/75 fuhr Berchtold dreimal auf den zehnten Rang und einmal auf Platz acht. Im Europacup kam er hingegen zweimal auf das Podest. Aufgrund einer Verletzung konnte er im Winter 1975/76 erst verspätet an Rennen teilnehmen. Im Europacup gelang dem Vorarlberger im Riesenslalom von Bizau ein weiterer Sieg, im Weltcup blieb er jedoch ohne Punkte. Im folgenden Sommer gab Berchtold seinen Rücktritt bekannt.

## Erfolge

### Weltcup
- Saison 1973/74: 7. Riesenslalomwertung
- Ein Sieg (Riesenslalom in Saalbach Hinterglemm am 16. Dezember 1973), weitere fünfmal unter den besten zehn

### Europacup
- Saison 1971/72: 2. Gesamtwertung, 1. Riesenslalom, 3. Slalom
- Saison 1974/75: 9. Gesamtwertung
- Vier Siege, dreimal Zweiter, zweimal Dritter